# Conus kendrewi
Espèce
Conus kendrewi est une espèce fossile de mollusques gastéropodes marins de la famille des Conidae.

## Taxonomie

### Publication originale
L'espèce Conus kendrewi a été décrite pour la première fois en 1997 par le malacologiste américain Edward James Petuch (d) dans « The Nautilus »,.